# Buanajaya (Tanjungsari)
Buanajaya is een bestuurslaag in het regentschap Bogor van de provincie West-Java, Indonesië. Buanajaya telt 4622 inwoners (volkstelling 2010).